# Miss Universo Guatemala 2023
Miss Universo Guatemala 2023 se llevó a cabo en la Ciudad de Guatemala el 6 de agosto de 2023. Candidatas de diferentes departamentos o municipios compitieron por el título. Al final del evento, Ivana Batchelor, Miss Universo Guatemala 2022 de Quetzaltenango, coronó a Michelle Cohn de Ciudad Capital como su sucesora. Cohn representará al país en Miss Universo 2023 el 18 de noviembre en El Salvador y a su vez hace historia al ser la primera mamá en ser coronada en un nacional.
El evento fue transmitido en vivo para toda Guatemala por TV Azteca Guatemala.

## Resultados
| Posiciones                   | Concursante                             |
| ---------------------------- | --------------------------------------- |
| Miss Universo Guatemala 2023 | - Ciudad Capital - Michelle Cohn        |
| Primera finalista            | - Izabal - Hassell Zúñiga               |
| Segunda finalista            | - Guatemala en USA - Brianna Herrarte   |
| Tercera finalista            | - Alta Verapaz - Cielo Pereira          |
| Cuarta finalista             | - San Raymundo - Dayana García          |
| Quinta finalista             | - Santa Catarina Pinula - Evelyn Tejada |

## Premios especiales
- La organización Miss Universo Guatemala otorgó 17 bandas especiales a las destacadas en distintas categorías durante la noche final del certamen:

| Posiciones               | Concursante                             |
| ------------------------ | --------------------------------------- |
| Miss Fotogénica          | - Izabal - Hassell Zúñiga               |
| Mejor Modelo Fotografíca | - Ciudad Capital - Michelle Cohn        |
| Miss Elegancia           | - San Raymundo - Dayana García          |
| Mejor Modelo             | - Izabal - Hassell Zúñiga               |
| Miss Personalidad        | - Jalapa - Stephanie Valenzuela         |
| Top Model                | - Ciudad Capital - Michelle Cohn        |
| Mejores Piernas          | - Santa Rosa - Karen González           |
| Mejor Figura             | - San Juan Sacatepéquez - Evelyn Donis  |
| Modelo Vizzano           | - Sacatepéquez - Annacamila Castillo    |
| Modelo Agua Cielo        | - Jalapa - Stephanie Valenzuela         |
| Miss Cabellera           | - Izabal - Hassell Zúñiga               |
| Mejor Rostro             | - Guatemala en USA - Brianna Herrarte   |
| Mejor Talento            | - Santa Catarina Pinula - Evelyn Tejada |
| Miss Técnico Artístico   | - Guatemala - Melany Herrera            |
| Mejor Sonrisa            | - Sacatepéquez - Annacamila Castillo    |
| Miss Simpatía            | - San Raymundo - Dayana García          |
| Miss Amistad             | - Guatemala en USA - Brianna Herrarte   |

## Candidatas
16 candidatas compitieron por el título:
| Representación                               | Candidata                            | Edad | Estatura        | Profesión                                                         |
| -------------------------------------------- | ------------------------------------ | ---- | --------------- | ----------------------------------------------------------------- |
| Alta Verapaz                                 | Cielo Keila Stefany Pereira Caal     | 21   | 1,65 m (5′ 5″)  | Estudiante de Gestión Pública y Desarrollo Territorial            |
| Chimaltenango                                | María Dolores Monzón Sanchinelli     | 28   | 1,75 m (5′ 9″)  | Estudiante de la maestría en Mercadeo                             |
| Ciudad Capital                               | Melanie Michelle Cohn Bech           | 28   | 1,80 m (5′ 11″) | Licenciada en Imagen Pública y Medios de Comunicación             |
| El Progreso                                  | María del Rosario Flores Gutiérrez   | 26   | 1,65 m (5′ 5″)  | Estudiante de danza contemporánea y coreografía                   |
| Guatemala                                    | Melany Victoria Herrera Marroquín    | 20   | 1,65 m (5′ 5″)  | Estudiante de Imagen Pública y Medios de Comunicación             |
| Guatemala Centro                             | Dayanna Estefanía Gallardo Cifuentes | 21   | 1,70 m (5′ 7″)  | Estudiante de Odontología                                         |
| Guatemala en USA                             | Brianna Corina Herrarte Barrios      | 19   | 1,65 m (5′ 5″)  | Estudiante de Ciencias de la Comunicación                         |
| Izabal                                       | Hassell Adriana Zúñiga Reyes         | 22   | 1,70 m (5′ 7″)  | Estudiante de Ciencias de la Comunicación                         |
| Jalapa                                       | Stephanie Julissa Valenzuela Castro  | 25   | 1,65 m (5′ 5″)  | Estudiante de master en Criminalística                            |
| Mixco                                        | Sara Estefanía Aguilar Avendaño      | 28   | 1,65 m (5′ 5″)  | Estudiante de Psicología                                          |
| Sacatepéquez                                 | Annacamila Castillo Velásquez        | 19   | 1,65 m (5′ 5″)  | Estudiante de Diseño de Modas                                     |
| San Juan Sacatepéquez                        | Evelyn Chantal Donis Escalante       | 22   | 1,74 m (5′ 9″)  | Estudiante de Psicología                                          |
| San Raymundo                                 | Dayana Clarisa García del Cid        | 21   | 1,74 m (5′ 9″)  | Estudiante de Ciencias Jurídicas y Sociales, Abogacía y Notariado |
| Santa Rosa                                   | Karen Sophia González Sandoval       | 20   | 1,65 m (5′ 5″)  | Estudiante de Imagen Pública y Medios de Comunicación             |
| Santa Catarina Pinula                        | Evelyn Gamaly Tejada Rivas           | 27   | 1,65 m (5′ 5″)  | Estudiante de Administración Bancaria y Financiera                |
| Archivo:Flag of Zacapa Department.GIF Zacapa | Allany Rebeca Rivas Lémus            | 22   | 1,65 m (5′ 5″)  | Estudiante de Periodismo                                          |

## Datos acerca de las delegadas
- Algunas de las delegadas del Miss Universo Guatemala 2023 han participado, o participarán, en otros certámenes internacionales de importancia:
  - Michelle Cohn (Ciudad Capital) participó sin éxito en Reina Mundial del Banano 2013 y en Miss Grand Internacional 2013, fue Tercera finalista en Miss América Latina del Mundo 2014.
- Otros datos relevantes sobre algunas delegadas:
  - Michelle Cohn (Ciudad Capital) fue la primera madre en concursar en Miss Universo Guatemala, desde que se retiró la regla de que mujeres casadas o con hijos no podían concursar, siendo de inicio aplicable a esta edición.